# Fort de San Rocco
Le Fort de San Rocco (en italien ; Forte di San Rocco) est une imposante fortification côtière située dans la municipalité de Grosseto, en Toscane, dans la station balnéaire de Marina di Grosseto, près du port touristique.

## Histoire
La structure actuelle a été construite par la maison de Lorraine dans la seconde moitié du XVIIIe siècle, à l'emplacement d'un ouvrage préexistant ayant des fonctions de guet.
La nouvelle forteresse devait continuer à jouer un rôle important dans le contrôle de la côte et en même temps devenir une base logistique pour les travaux de récupération hydraulique dans la zone dirigée par Leonardo Ximenes.
Avec l'achèvement des travaux de canalisation qui ont conduit à l'assèchement des anciens marais de l'arrière-pays et du lac Prile, le bâtiment a été abandonné et transformé en quartier militaire ; ce n'est que dans les dernières décennies du siècle dernier qu'il a été divisé en maisons privées.

## Description
Le fort de San Rocco doit son nom au canal, par rapport auquel il est situé sur la rive droite. La fortification, entièrement recouverte de briques, est protégée par une série de courtines en pente qui délimitent une cour intérieure ; l'accès à l'espace intérieur se fait côté est, par une porte en plein cintre recouverte de travertin et dominée par les armoiries de la maison de Lorraine.
Le corps de logis ressemble à une tour à section rectangulaire disposée sur trois niveaux, la face ouest tournée vers la mer étant encore protégée par un bastion à puissante base escarpée et une terrasse sommitale qui abritait l'artillerie.